# Spegelscener
Spegelscener är en bok skriven av Peter Englund. Den trycktes i en begränsad upplaga av 5000 exemplar 2006 av Albert Bonniers förlag och utgavs julen 2006 som en s.k. Julbok från Albert Bonniers förlag till vänner och medarbetare. 
Boken handlar om Peter Englunds personliga upplevelser som krigskorrespondent under krigen i Kroatien 1991, Bosnien 1994, Afghanistan 1996 och Irak 2005. Den innehåller delar av artiklar som tryckts i Expressen och Dagens Nyheter samt texter som det inte fanns plats för att trycka eller som var för personliga.